# Boophis boppa
Boophis boppa Hutter, Lambert, Cobb, Andriampenomanana, and Vences, 2015 è una rana della famiglia Mantellidae, endemica del Madagascar.

## Descrizione
È una rana di piccole dimensioni: i maschi misurano da 20 a 24 mm mentre le femmine possono raggiungere i 32 mm. La livrea è estremamente simile a quella di Boophis ankaratra, con cui è stata a lungo confusa, e presenta una colorazione di fondo verde brillante con arie di pigmnentazione giallastra e piccole maculature scure sul dorso.

## Distribuzione e habitat
L'areale di questa specie è ristretto al parco nazionale di Ranomafana, ad altitudini comprese tra 1046 e 1312 m s.l.m..

## Biologia
È una specie arboricola.

## Conservazione
Al marzo 2016 la specie non è ancora stata valutata ufficialmente dalla IUCN. Ha un areale molto ristretto ma che giace interamente all'interno di un'area naturale protetta e pertanto non esistono rischi immediati per la sua sopravvivenza. In base a tali considerazioni gli Autori ne suggeriscono la classificazione come specie "prossima alla minaccia" (Near Threatened).